# Fundación Tres Culturas
Die Fundación Tres Culturas ist eine Stiftung für Toleranz und Fortschritt zwischen den Kulturen des Mittelmeers mit Sitz im spanischen Sevilla.

## Geschichte
Die Stiftung ist eine dem Rat der Präsidentschaft von Andalusien angeschlossene Einrichtung und steht unter der Schirmherrschaft der Könige Felipe VI. von Spanien und Mohammed VI. von Marokko. Sie wurde 1999 auf Initiative der Regierung von Andalusien und des Königreichs Marokko gegründet. Später schlossen sich ihr das Peres-Friedens-Zentrum, die Palästinensische Autonomiebehörde und weitere israelische Institutionen an.
Die Fundación befindet sich im Pabellón Hassan II, dem ehemaligen marokkanischen Pavillon der Expo 92 in Sevilla, einem Bau des französischen Architekten Michel Pinseau.

## Bibliothek
Im zweiten Stock des Pabellón Hassan II befindet sich die Fatima-Mernissi-Bibliothek. Diese 2007 eingeweihte Spezialbibliothek hat den Zweck, die Vielfalt des Mittelmeers bekannt zu machen, und dient als Instrument zur Unterstützung der Ziele der Stiftung. Sie wurde benannt nach der marokkanischen Schriftstellerin, Historikerin, Soziologin und Feministin Fatima Mernissi (1940–2015). Mernissi war eine Verfechterin der Frauenrechte in der arabischen und islamischen Welt und eine der wichtigsten Stimmen der arabischen Kultur.
Die Stiftung veröffentlicht die Magazine Hesperia, Culturas und F3C sowie andere wissenschaftliche und kulturelle Publikationen.

## Ausstellungen
Die Stiftung organisiert thematischen Ausstellungen mit internationalen Künstlern. Ausstellungen wie Kulturellen Farben Marokkos 2013 oder die virtuelle Fotoausstellung  mit dem Titel Discover Sefarad nahmen thematisch Bezug auf die Kulturen des Mittelmeeres. 2020 beherbergte die Stiftung die Ausstellung Götter der Grenze: eine Biologie des Bildes, eine Hommage an die libanesische Gesellschaft mit einer Sammlung von Stichen der Künstlerin Clara Carvajal. Im April 2021 zeigte die Stiftung in Zusammenarbeit mit dem Institut für arabische und Mittelmeerkulturen in Genf, die Ausstellung Baja al Sur: Al-Andalus, wo acht bildende Künstler, Abraham Benzadón, Ana Pavón, Julia Diazdel, Mar Aragón, Pedro Peña, Sebastián Navas, Daniel Garbade und Kelly Fischer, das Erbe von al-Andalus neu interpretieren.